# Onze-Lieve-Vrouw-van-Stokkelkerk

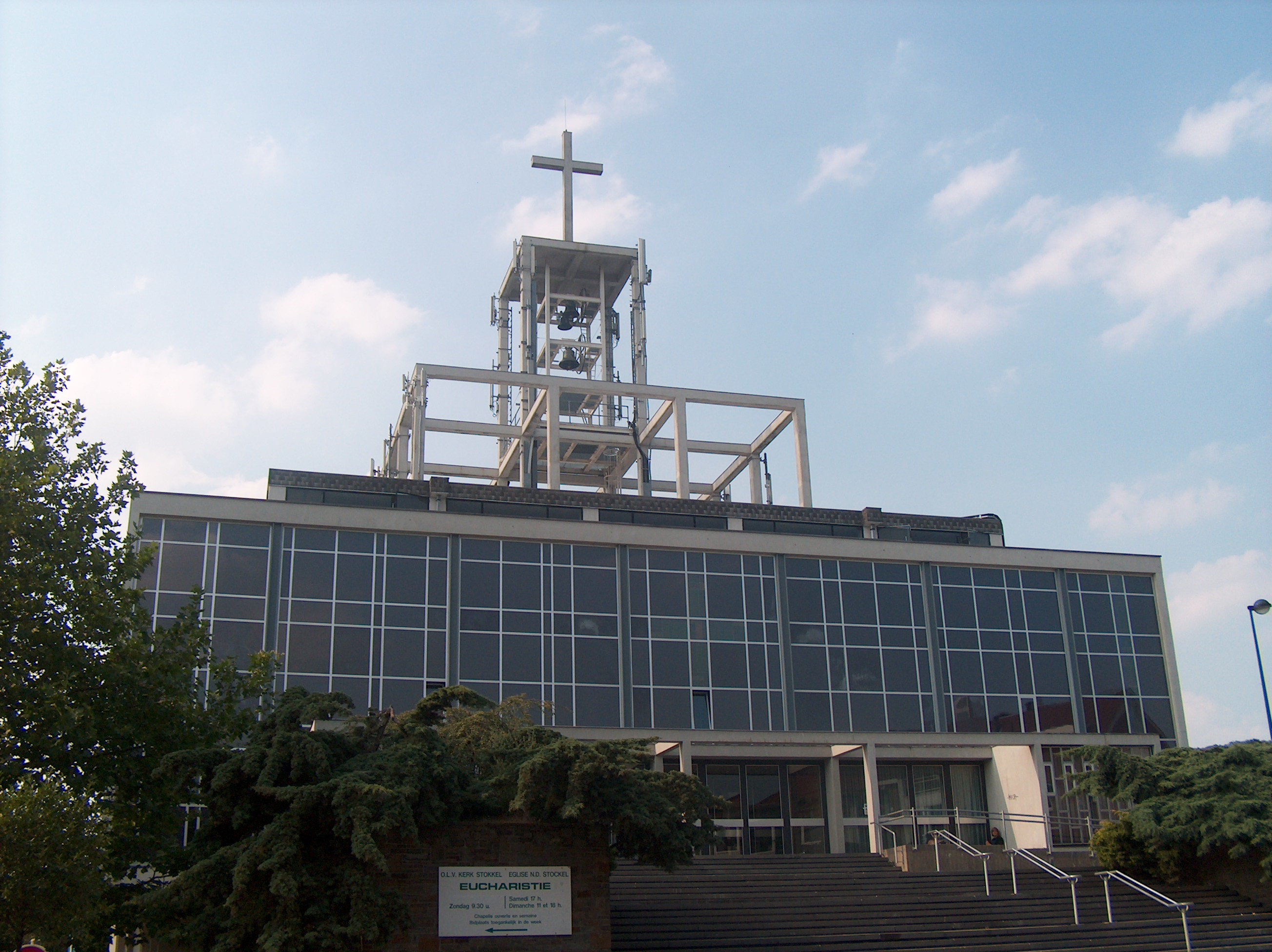
Onze-Lieve-Vrouw-van-Stokkelkerk

De Onze-Lieve-Vrouw-van-Stokkelkerk (Frans: Église Notre-Dame de Stockel) is een kerkgebouw in de Belgische gemeente Sint-Pieters-Woluwe in het Brussels Hoofdstedelijk Gewest. De kerk staat aan de Kerkstraat in het noordoosten van de gemeente in de wijk Stokkel. Ten oosten van het kerkgebouw staat het winkelcentrum Stockel Square.

## Geschiedenis
De oudste vermelding van het gehucht 'Stocla' is te vinden in een document uit 1154 met de lijst van landgoederen van de Abdij van Park (in Heverlee). In de 15e eeuw was Stokkel een klein hof die overging in de handen van verschillende families.
Aan het begin van de 14e eeuw bestond er een Onze-Lieve-Vrouwekapel. Hier riep men de Maagd Maria op voor de genezing van hernia's. Vanaf 1706 verleenden de karmelieten liturgische diensten. In 1778 werd ondanks de tegenstand van de parochie van Sint-Pieters (in Wolume) de kapel vergroot en toevertrouwd aan de kanunniken; de dienaar woonde ter plaatse.
De administratieve reorganisatie van de kerkelijke structuren opgelegd door het concordaat van 1801 handhaafde de afhankelijkheid van de Stokkelkapel in de parochie Sint-Pieters van Woluwe. Gedurende de negentiende eeuw vroegen de gelovigen van Stokkel, ondertussen is het een groot dorp geworden, om de kapel tot parochiekerk te verheffen en een parochie op te richten. Ze wonnen de zaak in 1863. De eerste priester van Stokkel, François Blockmans, werd op 23 juni 1863 geïnstalleerd. Een pastorie werd gebouwd in 1868.
In de 20e eeuw breidde de stad Brussel zich snel uit en Stokkel ontwikkelde zich en werd een buitenwijk. De kerk werd te klein om het groeiende aantal parochianen te huisvesten. In 1956 werd besloten om de oude kerk af te breken en een nieuwe te bouwen. In september 1962 werd de eerste steen gelegd van de nieuwe moderne kerk naar het ontwerp van de architecten René Aerts en Paul Ramon.

## Gebouw
De kerk is gebouwd op een vierkant grondplan en bevindt zich op de bovenverdieping. Zij biedt plaats voor maximaal 750 personen. De wekelijkse kapel en andere parochiegebouwen bevinden zich op de benedenverdieping aan de zijstraat Henri Vandermaelenstraat. Een groot voorplein voor de kerk heeft een brede trap die naar de ingang van de kerk leidt.
Voor het kerkgebouw heeft men gekozen voor beton voor de 20 kolommen, hout voor sommige wanden en metalen frames voor grote ramen. De stoep is in blauwe steen aangelegd.
De gevel is volledig uitgevoerd in glas. De zijgevels zijn voor een kwart uitgevoerd in glas en voor de rest gesloten.

## Externe bronnen
- Parochie Onze-Lieve-Vrouw, Sint-Pieters-Woluwe (Stokkel) in de ODIS